# Amenofi III su slitta processionale (J 838)
La statua di Amenofi III su slitta processionale (J 838) è un'antica statua egizia di dimensioni monumentali raffigurante il faraone Amenofi III (1388/6–1350 a.C.) della XVIII dinastia egizia.

## Statua di una statua
Questo notevole reperto fu casualmente scoperto nel 1989 nel corso di ordinari lavori di consolidamento in un cortile nel sito del Tempio di Luxor: per la precisione, fu rinvenuto all'interno di un grande nascondiglio (cachette) di statue di divinità e sovrani, delle quali la statua di Amenofi III di dimensioni superiori alla grandezza naturale su una slitta processionale è una delle più pregevoli. 
Il faraone indossa la Doppia Corona dell'Alto e Basso Egitto, una grossa barba posticcia intrecciata e un gonnellino da cerimonia particolarmente sofisticato; il suo viso è quasi fanciullesco, a dispetto del corpo atletico da uomo nel fiore degli anni. Alcune parti mai levigate e rimaste ruvide (il pettorale, i bracciali) erano probabilmente incrostate d'oro. La posa rigidamente retta, con le mani distese lungo i fianchi e il piede sinistro avanzato, è convenzionale, ma la presenza della slitta non ha riscontri nella iconografia scultorea: il pilastro dorsale e il basamento tra i piedi e la slitta indicano che si tratta di una scultura raffigurante non il sovrano, ma una sua statua: si tratterebbe perciò della riproduzione di una statua durante un trasporto (verosimilmente una processione) su una slitta. L'egittologo ceco Jaromír Málek ha commentato:
(J. Málek)
Tuttavia, è possibile che la slitta altro non sia che il geroglifico del nome del dio solare Atum: la statua sarebbe perciò un indizio della crescente importanza del culto solare durante il regno di Amenofi III, destinato ad avere una rivoluzionaria impennata (atonismo) con il successore Akhenaton: l'iscrizione sul retro paragona il faraone al dio Aton stesso. Ciononostante, la statua subì l'iconoclastia dell'enoteista Akhenaton e il nome del dio Amon, pure presente, fu cancellato e mai più restaurato: è dunque possibile che l'opera sia stata dimenticata alla fine dell'epoca amarniana.   